# イタリアン・グレイハウンド
イタリアン・グレイハウンド（英: Italian Greyhound）は、イタリア原産の小型のグレイハウンド犬種。イタリアン・グレーハウンドとも表記される。イタリア名はピッコロ・レヴリエロ・イタリアーノ（伊: Piccolo levriero italiano）。サイズは小さいながら、サイトハウンド犬種のひとつである。

## 歴史
起源はローマ時代ごろと推定され、貴婦人の愛玩犬として人気があった。小型のイタリアン・グレイハウンドは、古代エジプトでファラオの宮廷に既に存在していた小型のグレイハウンドの末裔である。たくさんの花瓶や器の絵からこの犬種が描かれており、ラコニア（ギリシア）を通り、紀元前5世紀初期にイタリアに渡ってきたといわれている。この犬種が最も発展したのはルネサンス期の貴族の宮廷である。イタリアン・グレイハウンドの絵が偉大なイタリアの巨匠や外国の巨匠の描いた絵画の中に出てくるのは珍しくないことである。 
イギリスにはテューダー朝時代に渡り、チャールズ1世やアン王女、ヴィクトリア女王などにも愛された。その後イギリスなどの貿易国を通じて世界各国に輸出され、近代になると貴族階級以外の人でも飼育が出来るようになった。また、プロイセン王フリードリヒ2世（大王）はイタリアン・グレイハウンドを愛し、没後はポツダムのサンスーシ宮殿の愛犬達の隣に葬られることを望んだ。一説では、サンスーシ宮殿で飼われていたグレイハウンドは、イタリアン・グレイハウンドより大きい体高50センチ前後の「ポツダム・グレイハウンド」であるとも言う。
1880年代には過度な改良によりひ弱で軟弱な体質になってしまった時期もあったが、1890年代に健康な犬種に戻すための再改良が行われ、ローマ時代の健全な姿を取り戻して人気が再加熱した。世界的な人気は今も高い。
日本には江戸時代に初めて輸入され、身分の高い令嬢などに愛された。現在も人気の高い犬種の一つで、毎年国内登録が行われている。国内でもブリーダーから入手することが可能で、愛好家も多く存在する。

## 特徴

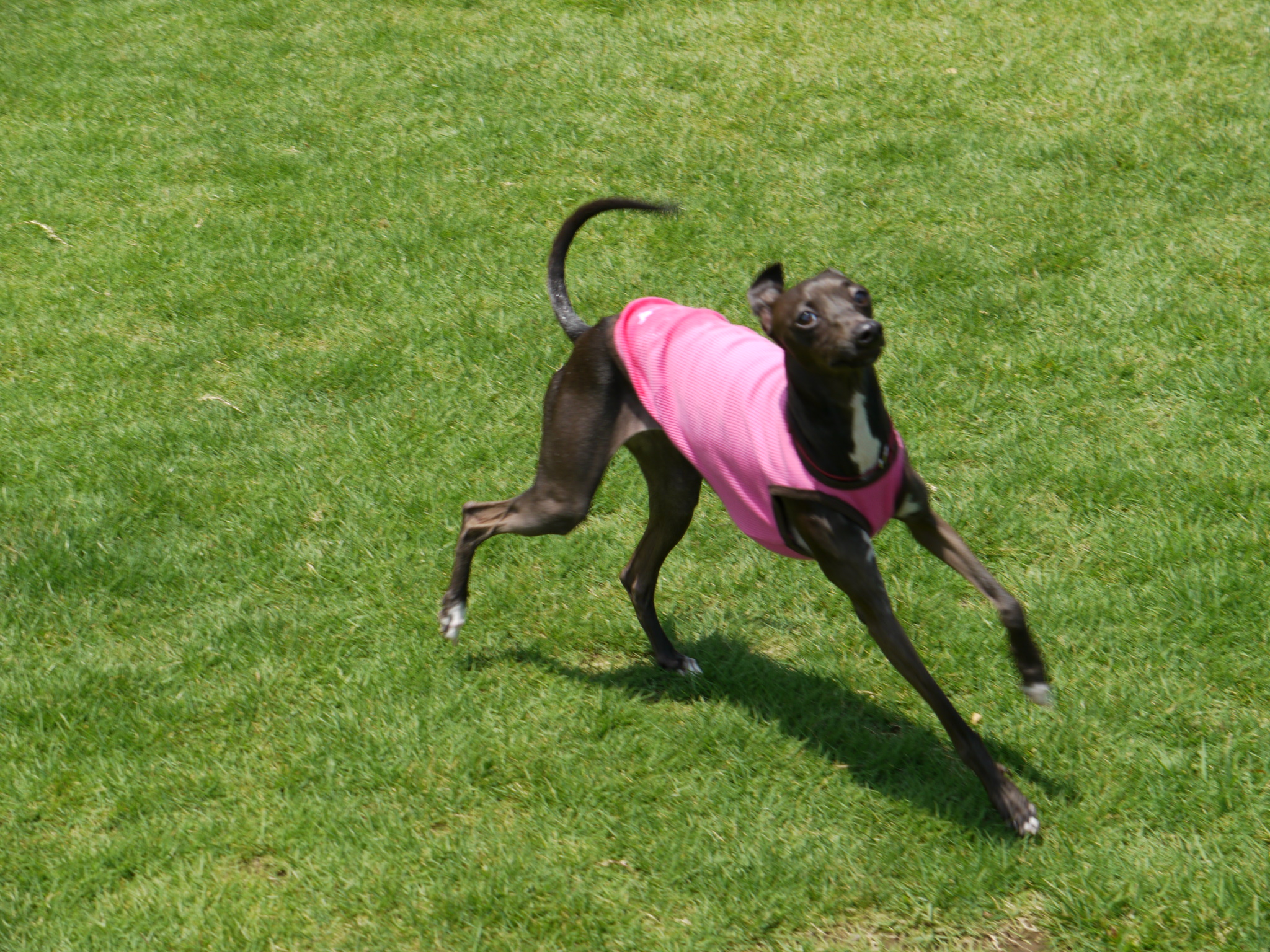
イタリアン・グレイハウンド

体高は牡・牝共に32～38cm、体重 は牡・牝共に最高5kgの小型犬である。体格は細身、ボディはスクエアで、容姿はグレイハウンドやスルーギのように優美で洗練されている。基本的に古代からこの姿はほとんど変わっていない。 
頭部は細長い形をしており、幅は狭く、その長さは体高の40％に達する。 頭蓋部（クラニアル・リージョン）は平らで、スカルとマズル（口吻部）は平行である。スカルの長さは頭部の長さの半分に等しい。眼窩の下の部分は彫りが深い。ストップ（マズルと額の間の部分）はごく僅かだが、明瞭である。 鼻はダークで、ブラックが好ましく、鼻孔はよく開いている。鼻が完全にまたは半分色素欠乏しているもの、鼻梁が窪んでいるものや、隆起したものは犬種標準から外れるものとして失格となる。マズルは先細りで長く、尖っている。唇は薄く、引き締まっており、唇の端はたいへんダークである。顎は長く、切歯は冠の形にきれいに並んでおり、犬の大きさと比べると力強い。歯は健全で、完璧で、顎に対して垂直に生え、シザーズバイトである。 頬はすっきりと引き締まっている。 目は大きく、表情豊かで、奥まっていなければ、出目でもない。虹彩はダークで、目緑は色素沈着している。 耳は付け根がたいへん高く、小さく、軟骨は薄く、折り畳まれ、項と頸の上部に沿って寝ている。犬が注意を払っている時には、耳の付け根は立ち、耳朶は側方に水平に掲げられ、「フライング・イヤー」や「プロペラ形の耳」と言われる形に掲げられる。
頸部側望（プロファイル）は、トップラインは鬐甲（ウィザーズ、肩の骨）に向かって僅かにアーチしている。 首の長さは頭部の長さと等しく、形は円錐の先端を切ったような形で、筋肉質で引き締まっており、デューラップ（のど下のたるみ）はない。 
体長は体高と等しいか、それより僅かに短い。 トップラインは側望すると真っ直ぐで、背から腰にかけてアーチしている。腰のカーブは尻のラインに滑らかに連なる。 鬐甲はたいへん明瞭である。 背は真っ直ぐで、筋肉質で、尻はかなりの傾斜があり、幅広く、筋肉質である。 胸は幅が狭く、深く、肘まで達している。
前肢は全体的に、真っ直ぐで、垂直で、筋肉は引き締まっている。 肩は傾斜しすぎず、筋肉はよく発達し、引き締まり、明瞭である。 上腕は前望すると、肩甲骨と上腕骨の角度は広く、ボディの中心線と平行である。 肘は外向もしていなければ、肘がボディを締め付けてもいない。 地面から肘までの前腕の長さは、肘から鬐甲までの長さより僅かに長い。骨は細くてしっかり、前腕は、側望しても、前望しても、完全に垂直である。 メタカーパスは前腕を垂直に伸ばしたライン上にあり、側望すると僅かに傾斜している。 前足はほぼ楕円形で、小さく、指趾はアーチし、緊握している。パッドは色素が沈着している。爪はブラック、或いは、毛色や足の色に準じたダークで、ホワイトでも許容される。 デュークロー（狼爪）のあるものは認められない。
後肢は後望すると、全体が真っ直ぐで、平行である。 大腿は長く、引き締まっており、太くはなく、筋肉が明瞭である。 下腿はよく傾斜しており、骨の構造は丈夫で、脚の筋肉には明瞭な細長い窪みがある。 飛節（ホック）及び中足（リア・パスターン）は坐骨端から垂直に引いたライン上にある。 後足は前足より楕円形ではないが、指趾はよくアーチし、緊握している。パッドや爪のピグメンテーションは前足と同様である。 
尾は尾付きは低く、根元は細く、先端に行くに従ってさらに細くなる。低く掲げられ、付け根から半分は真っ直ぐで、あとの半分はカーブしている。大腿の間からトップラインに向けて持ち上げると、寛骨頭の高さを僅かに超える。短毛で覆われている。尾が背にかかっているもの、また自然であれ、人工的であれ、無尾のものや、短尾のものは認められない。
皮膚はボディ全体に薄く、ぴったりと付いているが、肘だけは多少ゆるい。 被毛は短く滑らかで、毛は薄く、繻子（しゅす）のような光沢がある。フリンジ（飾り毛）は全くない。毛色はフォーン、レッド、グレー、ブルー、クリーム、ホワイト、ブラック、スレート・グレー、イザベラ（栗毛色）などと、これらを地色として白のマーキングが入ったもの。これらの毛色内であればいかなる色調（色の濃さ）でもよいが、なるべくは単色を理想とする。しかし、ブラック・アンド・タン、ブルー・アンド・タン、ブリンドルは犬種基準として認められておらず、血統書の発行は行えない（ペットとして飼育するのはもちろん可能である）。 
歩様（ゲイト／ムーブメント）は高踏歩様で自由な行動をし、軽快なスピード感がある。性格は、控えめだが、愛情豊かで従順である。主人に対しては、非常に忠実である。遊び好き、好奇心旺盛で、走るものを追いかける習性があり、飛び跳ねたり走りまわることが好きである。寒さとストレスに対して、非常に弱い。臭は少なく、体格のわりに吠え声が太い。